# Бедфорд (Массачусетс)
Бедфорд (англ. Bedford) — город в США, в округе Мидлсекс, штат Массачусетс. Население — 42 844 человек (2010).

## Демография
| Год переписи                       | Нас.  |  | %±     |
| ---------------------------------- | ----- |  | ------ |
| 1790                               | 523   |  | —      |
| 1800                               | 538   |  | 2,9%   |
| 1810                               | 592   |  | 10%    |
| 1820                               | 648   |  | 9,5%   |
| 1830                               | 685   |  | 5,7%   |
| 1840                               | 929   |  | 35,6%  |
| 1850                               | 975   |  | 5%     |
| 1860                               | 843   |  | −13,5% |
| 1870                               | 849   |  | 0,7%   |
| 1880                               | 931   |  | 9,7%   |
| 1890                               | 1092  |  | 17,3%  |
| 1900                               | 1208  |  | 10,6%  |
| 1910                               | 1231  |  | 1,9%   |
| 1920                               | 1362  |  | 10,6%  |
| 1930                               | 2603  |  | 91,1%  |
| 1940                               | 3807  |  | 46,3%  |
| 1950                               | 5234  |  | 37,5%  |
| 1960                               | 10969 |  | 109,6% |
| 1970                               | 13513 |  | 23,2%  |
| 1980                               | 13067 |  | −3,3%  |
| 1990                               | 12996 |  | −0,5%  |
| 2000                               | 12595 |  | −3,1%  |
| 2010                               | 13320 |  | 5,8%   |
| 1790–2010 * = population estimate. |       |  |        |

Согласно переписи 2010 года, в городе проживало 13 320 человека в 5 130 домохозяйствах в составе 3 618 семей.
Расовый состав населения:
- 85,9 % — белых
- 9,4 % — азиатов
- 2,3 % — черных или афроамериканцев
- 0,1 % — выходцев с тихоокеанских островов
- 0,1 % — коренных американцев

К двум или более расам принадлежало 1,8 %. Доля испаноязычных составляла 2,7 % от всех жителей.
По возрастному диапазону население распределилось следующим образом: 23,3 % — лица моложе 18 лет, 58,1 % — лица в возрасте 18-64 лет, 18,6 % — лица в возрасте 65 лет и старше. Медиана возраста жителя составляла 45,1 года. На 100 лиц женского пола в городе приходилось 99,8 мужчин; на 100 женщин в возрасте от 18 лет и старше — 98,0 мужчин также старше 18 лет.
Средний доход на одно домашнее хозяйство составил 153 074 доллара США (медиана — 125 208), а средний доход на одну семью — 170 594 доллары (медиана — 149 358). Медиана доходов составляла 106 716 долларов для мужчин и 75 685 долларов для женщин. За чертой бедности находились 2,5 % лиц, в том числе 1,0 % детей в возрасте до 18 лет и 5,1 % лиц в возрасте 65 лет и старше.
Гражданское трудоустроено население составляло 7084 лица. Основные отрасли занятости: образование, охрана здоровья и социальная помощь — 28,7 %, ученые, специалисты, менеджеры — 27,6 %, производство — 14,1 %, искусство, развлечения и отдых — 6,7 %.